# Брезгін Ігор
Ігор Брезгін (латис. Igors Brezgins, рос. Игорь Брезгин; 19 січня 1966, Златоуст, Челябінська область, СРСР) — радянський і латвійський хокеїст, крайній нападник.

## Біографічні відомості
Виступав за клуби «Заполярник» (Норильськ), «Латвіяс Берзс» (Рига), «Динамо» (Рига), «Динамо» (Харків) і РВШСМ (Рига). У вищій лізі провів 101 (13+13), а всього в чемпіонаті СРСР — 224 (46+41). У складі студентської збірної Радянського Союзу — срібний призер Універсіади 1987. У чемпіонаті Латвії захищав кольори команд «Лідо-Нафта» (Рига), «Рига 2000» і «Вілкі ОП» (Озолнієкі).

## Статистика
| Сезон               | Клуб                     | Ліга                | І   | Г  | П  | О  | ШХ |
| ------------------- | ------------------------ | ------------------- | --- | -- | -- | -- | -- |
| 1981-82             | «Заполярник» (Норильськ) | СРСР-4              | 4   | 1  | 0  | 1  | 0  |
| 1983-84             | «Латвіяс Берзс» (Рига)   | СРСР-3              | 1   | 0  | 1  | 1  | -  |
| 1984-85             | «Динамо» (Рига)          | СРСР                | 27  | 3  | 2  | 5  | 20 |
| 1985-86             | «Динамо» (Рига)          | СРСР                | 24  | 7  | 6  | 13 | 6  |
| 1986-87             | «Динамо» (Рига)          | СРСР                | 17  | 1  | 0  | 1  | 4  |
| 1987-88             | «Динамо» (Рига)          | СРСР                | 18  | 1  | 3  | 4  | 11 |
| 1988-89             | «Динамо» (Рига)          | СРСР                | 14  | 1  | 2  | 3  | 4  |
| 1989-90             | «Динамо» (Рига)          | СРСР                | 1   | 0  | 0  | 0  | 0  |
|                     | РВШСМ (Рига)             | СРСР-3              | 28  | 12 | 9  | 21 | 20 |
|                     | «Динамо» (Харків)        | перехідна           | 25  | 0  | 1  | 1  | 10 |
| 1990-91             | РВШСМ (Рига)             | СРСР-3              | 57  | 19 | 15 | 34 | 40 |
| 1991-92             | РВШСМ (Рига)             | СРСР-3              | 6   | 1  | 2  | 3  | 2  |
| Всього у вищій лізі | Всього у вищій лізі      | Всього у вищій лізі | 101 | 13 | 13 | 26 | 45 |
| 1996-97             | «Лідо-Нафта» (Рига)      | Латвія              | 17  | 20 | 17 | 37 | 12 |
| 1999-00             | «Лідо-Нафта» (Рига)      | Латвія              | 9   | 13 | 5  | 18 | 8  |
| 2000-01             | «Лідо-Нафта» (Рига)      | Латвія              | 24  | 21 | 28 | 49 | 14 |
| 2001-02             | «Рига 2000»              | СЄХЛ                | 21  | 3  | 3  | 6  | 39 |
|                     | «Рига 2000»              | Латвія              | 1   | 0  | 0  | 0  | 2  |
|                     | «Вілкі ОП»               | Латвія              | 12  | 7  | 13 | 20 | 2  |
| 2002-03             | «Вілкі ОП»               | Латвія              | -   | 8  | 9  | 17 | 8  |
| 2003-04             | «Вілкі ОП»               | Латвія              | 25  | 17 | 22 | 39 | 12 |
| 2004-05             | «Вілкі ОП»               | Латвія              | 26  | 13 | 7  | 20 | 13 |
| 2005-06             | «Вілкі ОП»               | Латвія              | -   | 0  | 1  | 1  | 0  |